# プラトー (セネガル)

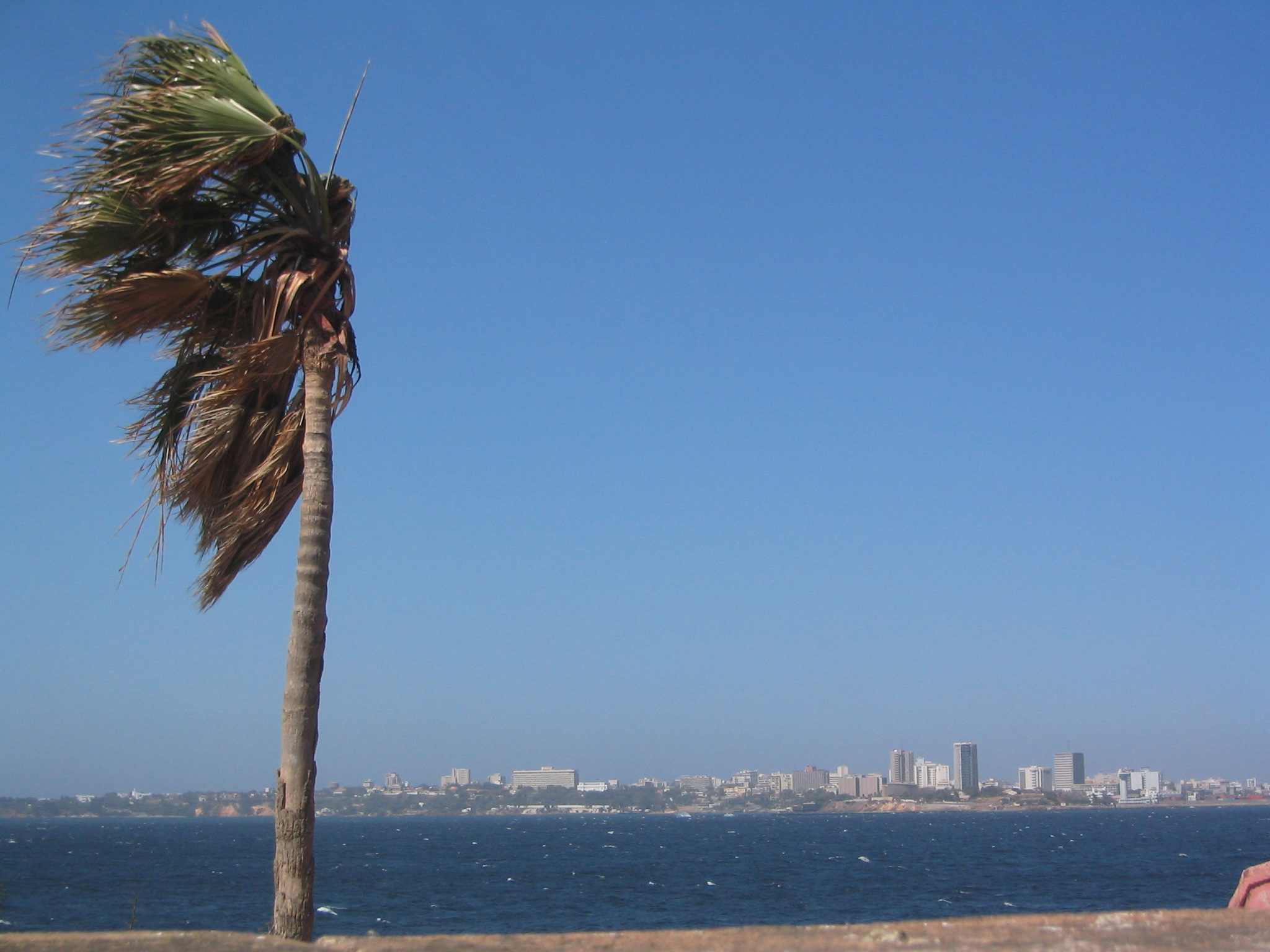
ゴレ島から望むプラトー区

ダカール市におけるプラトーの位置

プラトー(Plateau)は、セネガル共和国ダカール市にある19の区のうちのひとつ。ダカール南部にあり、最も発展している地域である。
大統領官邸、国会議事堂、各種官庁などの行政機関や、銀行、オフィス街などが集中しており、セネガルの行政、商業の中心地となっている。